# Michiel van Bolhuis (1713-1764)
Michiel van Bolhuis (Groningen, 22 december 1713 – Warffum, 3 april 1764) was een Nederlands advocaat, rechter en regent. 

## Leven en werk
Van Bolhuis werd in 1713 geboren als een zoon van Abel Eppo van Bolhuis (1676-1739) en Stijntje Cnols (1677-1747). Hij studeerde rechten aan de Hogeschool van Groningen. Van Bolhuis was advocaat en lid van de Gezworen gemeente van Groningen. Hij woonde zowel in de stad Groningen als in het Noord-Groningse Warffum. Ook was Van Bolhuis rechter te Ellerhuizen.
Van Bolhuis bezat een uitgebreide en gevarieerde bibliotheek met 3.000 boeken. Hij bezat schilderijen en tekeningen van Brueghel, Ruysdael, Rubens en Rembrandt van Rijn. Eveneens had hij een grote verzameling van muziekinstrumenten en muziekboeken. 
Van Bolhuis trouwde te Groningen op 24 december 1738 met Alagonda Beckeringh, zus van Theodorus Beckeringh. Uit hun huwelijk werden vijf kinderen geboren, waaronder Lambertus van Bolhuis en Jan van Bolhuis. Van Bolhuis en zijn echtgenote werden respectievelijk in 1739 geportretteerd door Johannes Antiquus.

## Componist en verzamelaar van muziek
Van Michiel van Bolhuis is in de Groninger Archieven een boekje met bladmuziek bewaard gebleven. Het blad draagt het jaartal 1739. De verzameling omvat 100 marsen en een aantal aria's, tweehonderd menuetten, en tientallen andere dansen zoals gigues, gavottes, bourrées. Het betreft korte dansen van vaak zestien tot hoogstens veertig maten muziek. Dergelijke korte partituren zijn geschikt om op een dansavond door een orkestje of door amateurs te laten spelen.
Onder de opgenomen werken vindt men:
- Een menuet met daarbij de naam van Locatelli
- Tien menuetten voor "de heer Sighers Ther Borch
- Menuet opgedragen aan Prinses Carolina
- Menuet opgedragen aan Lady Gasus

In het boekje wordt ook een Guernini genoemd. Waarschijnlijk de Italiaan Francesco Guernini die als violist en componist voor de Prins van Oranje werkte en ook in Groningen optrad.
Het boek is later door Michiel's zoon Jan van Bolhuis aangevuld met in 1773 gedateerde dansmuziek.
Delen uit het muziekboek van Michel van Bolhuis werden in 2013 opgevoerd in de Groninger Archieven.

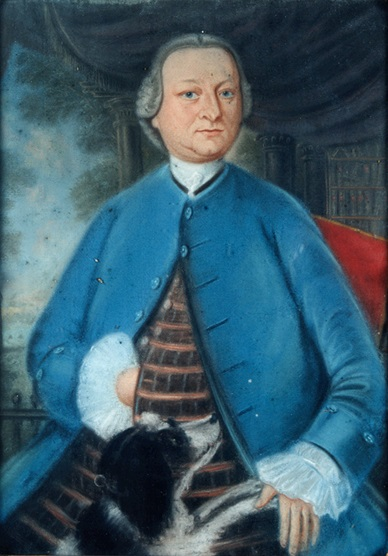
Portret op 48-jarige leeftijd (Lambertus Beckeringh, 1761)
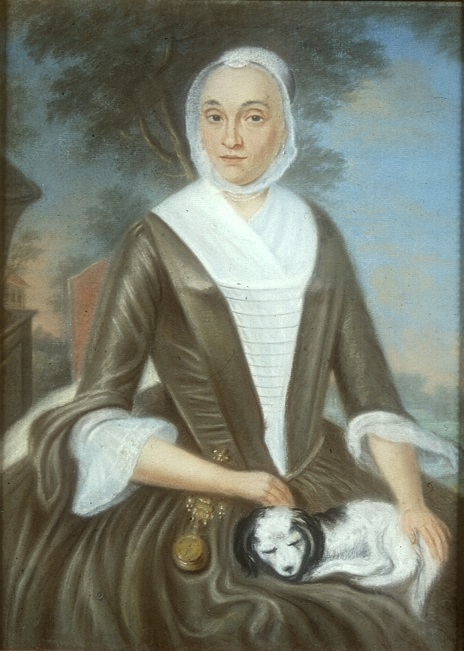
Portret van zijn vrouw Alagonda Beckeringh (Lambertus Beckeringh, 1761)
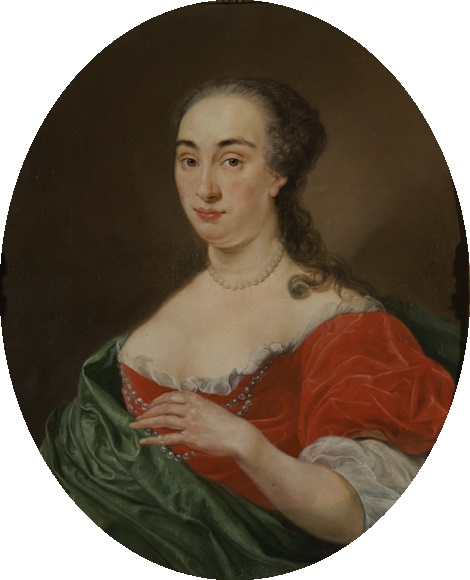
Portret van zijn vrouw (Johannes Antiquus, 1739)
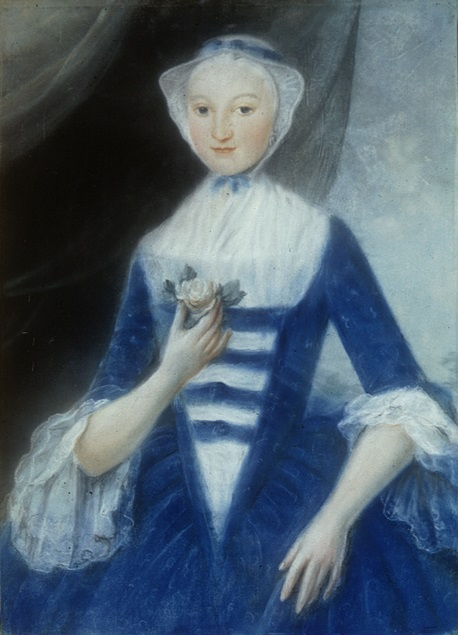
Hun dochter Lambertus Ella Catharina van Bolhuis (Lambertus Beckeringh, 1761)
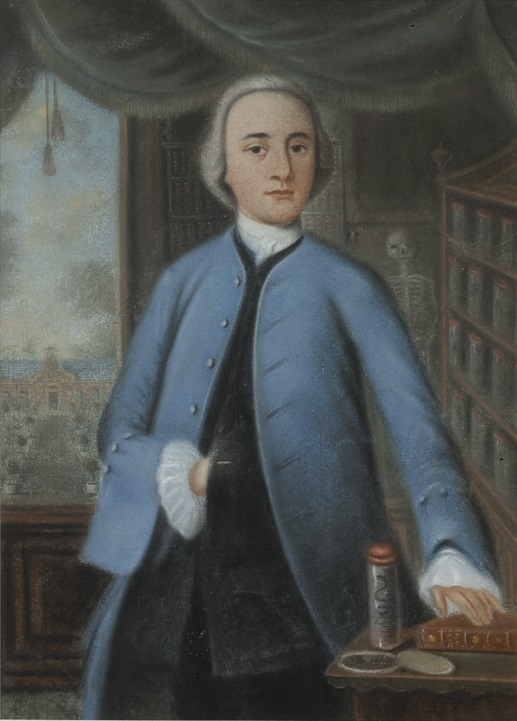
Zoon Abel Eppo van Bolhuis (Lambertus Beckeringh, 1761). Het gebouw op de achtergrond is onbekend. Een geraamte en flessen met slangen achter hem verwijzen vermoedelijk naar zijn studie medicijnen.